# Polch
Polch – miasto w zachodnich Niemczech, w kraju związkowym Nadrenia-Palatynat, w powiecie Mayen-Koblenz, siedziba gminy związkowej Maifeld.